# Kazinczy utcai zsinagóga (Budapest)
A miskolci Kazinczy úti zsinagógát lásd itt: Kazinczy utcai zsinagóga (Miskolc).
A Kazinczy utcai zsinagóga szecessziós stílusban 1912–1913 között épült ortodox nagyzsinagóga Budapest VII. kerületében, a Kazinczy utca 29–31. szám alatt. Az első világháború előtti magyar zsinagógaépítészet egyik legjellegzetesebb alkotása.

## Története
Miután a 19. század végén három ágra szakadt a pesti zsidóság, egy erzsébetvárosi ortodox zsinagóga építésének gondolata 1909-ben merült fel. Az építkezésre alkalmas helyszínül a Pesti Autonóm Ortodox Izraelita Hitközség tulajdonában álló Kazinczy utcai telket jelölték ki. A hitközség elöljárói ugyanazon év június 25-én írták ki a pályázatot egy teljes épületkomplexum megtervezésére, amely a zsinagóga mellett hitközségi székházat, óvodát, iskolát és közkonyhát is magában foglalt. A november 1-jei határidővel beérkezett pályamunkák közül a bírálóbizottság Porgesz József és Skutetzky Sándor, Ágoston Emil, illetve Löffler Sándor és Löffler Béla terveit választotta ki. A pályázat második fordulójának 1910. áprilisi lezárultával a bizottság Porgesz és Skultetzky munkáját ajánlotta kivitelezésre, a hitközség azonban a döntést felülbírálva májusban a Löffler fivérek pályázatát fogadta el. 650 ezer koronát különítettek el az építkezés költségeire, s Löffler Sándor és Béla részletes tervdokumentációját 1910. november 8-án hagyták jóvá. Ezzel kezdetét vehette az építkezés.
Az épületkomplexum első része, a hátsó telekhatáron elhelyezkedő iskola és hitközségi székház már 1911-ben elkészült, s 1912-ben adták át rendeltetésüknek. A zsinagóga építése 1912 tavaszán indult meg, majd miután a kivitelezés elhúzódott és vélhetőleg a költségvetési keret is a vártnál gyorsabban fogyott, 1913 júliusában a Löffler fivérek tervmódosítást nyújtottak be egy dísztelenebb és kevésbé anyagigényes főhomlokzatra. Az épület elkészült, s a hivatalos használatba vételi engedélyt 1913. szeptember 29-én adták ki.
A Kazinczy utcai zsinagóga a pesti zsidóság ortodox ágának vallási-kulturális központja lett. 1928-tól az épületben mikve (rituális fürdő) is működött, egészen a vérzivataros 1940-es évekig (ezt csak 2004-ben nyitották meg újra). Az épülettömb 1944–1945 során a pesti gettó területén állt, s a világháborús pusztítások következtében megsérült, a berendezés egy része elpusztult. 1945 után az épületegyüttest helyreállították és a berendezést is rekonstruálták. Az elkövetkező évtizedekben a nagyzsinagóga fizikai, épületgépészeti állapota megromlott, előbb fűthetetlenné, majd a 20. század végére veszélyessé vált. Emiatt az izraelita hitközség megkapta ideiglenes használatra az ELTE szomszédos Tanárképző Főiskolájának (ma ELTE Pedagógiai és Pszichológiai Kar) földszinti traktusát. Az épület nyugati sarkában épült fel Bokor Sándor hitközségi mérnök tervei szerint egy kis, modern imaház, a Sász-Chevra-zsinagóga. A nagyzsinagóga belépődíj ellenében látogatható.

## Az épület
A Löffler fivérek épülettervei a századfordulót követő, az első világháborút megelőző nemzeti építészet, a lechneri szecesszió szellemiségében fogantak, ugyanakkor a bécsi késő szecesszió formai hatásai is érvényesülnek rajta. A homlokzatok elegáns tagolása, a takarékosan, de részletgazdagon díszített felületek méltóságot kölcsönöznek a monumentális épülettömbnek, amely ugyanakkor építészetileg a kor legmodernebb technikáját képviseli. Az építésre kijelölt telek meglehetősen szűk volt egy efféle grandiózus terv kivitelezésére, ezért a főhomlokzatot szegélyező szárnyépületeket teraszosan képezték ki, s így a homlokzat tagolt tömege (a Rákóczi út felől közelítve) uralni és lezárni látszik a Kazinczy utcát.
A kétemeletes, pártázatos főhomlokzaton kapott helyet négy lépcsőfoknyi magasságban a kovácsoltvas főkapu két kisebb oldalbejárattal. Az emeleti részeken téglalap, illetve félköríves záródású ablakok, legfelül rózsaablak látható. A nyerstéglával burkolt homlokzat egységét helyenként színes műkő díszítés töri meg. A travertinnal burkolt földszinti rész felett, az első emeleti ablakok között helyezték el a kettős kőtáblát. A bécsi szecesszió hatását mutatják a festett üvegablakok Dávid-csillag- és menóraábrázolásai. A magasban futó pártázat alatt kétsoros, héber nyelvű ótestamentumi idézet fut végig a homlokzaton („Milyen félelmet keltő ez a hely: nem más ez, mint Isten háza és ez az ég kapuja”, 1Móz 28,17).

## A belső tér
A templombelső kialakítása – hatásában és részleteiben egyaránt – a Löffler fivérek és a korabeli pesti iparosműhelyek ízlését dicséri, a szecesszió és az art déco hatása egyaránt megmutatkozik. A téglalap alakú tér négy sarkán lépcsőfeljáratok futnak a kétemeletes női karzatokra. A keleti (jobb oldali) fal közepén, két műmárvány oszloptól és a rabbi, valamint az előimádkozó olvasópultjától körbevéve található a pártázatos frigyszekrény. Felette a kohaniták jelképe, az áldást osztó kéz, valamint a Dávid-csillag és a két kőtábla ábrázolása látható (Rákos Manó munkái). A terem közepén kapott helyet az öt lépcsőfokon keresztül elérhető Tóra-olvasó emelvény. A Hochmann József készítette kovácsoltvas rácsos díszítmények, a Valkai István műhelyéből kikerült faragott frigyszekrény és a padok korabeliek, ez utóbbiakon szecessziós-magyaros tulipán- és rózsamotívumok láthatóak. A kovácsoltvas rácsos karzatok pilléreire szerelték fel a menóra alakú kandelábereket, amelyek a rozettás félgömbre szerelt központi csillár mellett a világításról gondoskodnak (mind Kulcsár Sándor munkái). A templombelső kedvező térhatását segítik elő a mennyezetet lezáró, ritmikusan tagolt vasbeton tartószerkezetek. A templom hátsó udvarán kovácsoltvas esketési sátor (hüpe) található.

### A mikve
Budapesten a holokauszt előtt több rituális fürdő is működött, ezek közül az egyik (1928-tól) a Kazinczy utcában. A második világháború után is folyamatosan működő mikvét 2004-ben felújították. A magánadományokból épült új fürdő másfél év alatt készült el, s a legkorszerűbb elvárások szerint épült, több fürdőszobával és jacuzzival rendelkezik. Hogy a szigorú vallási előírásoknak megfeleljen, a munkálatokat egy New York-i haszid vízszerelő irányította, aki minden vasárnap repülőre ült, és csütörtökig dolgozott Magyarországon, hogy a szombatot családja körében tölthesse.
A fürdő a víz egy részét a tető alatt elhelyezett ciszternából kapja, másik részét pedig az épület udvarán fúrt kútból – ennek vizét felhasználás előtt külön tisztítják. Ahhoz azonban, hogy a kút vizét kóserré, azaz rituálisan tisztává tegyék, ezer liter vörösbort öntöttek a kútba, majd addig szivattyúzták, amíg a borral megszínezett „régi” vizet teljesen el nem távolították belőle.
A mikve felújítás utáni üzembe helyezése előtt annak minden egyes apró részletét ellenőrizte:
- Oberlander Báruch, a Vasvári utcai zsinagóga rabbija, aki aktívan részt vett az új fürdő létrehozásában,
- a Budapesten született Schwarcz Ábrahám, Bécs egyik ortodox rabbija,
- Weisberger Mózes, a Magyar Autonóm Ortodox Hitközség rabbija, valamint
- Köves Slomó az Egységes Magyarországi Izraelita Hitközség vezető rabbija.

A felújítás utáni megnyitóra a világ több pontjáról érkeztek neves rabbik a Kazinczy utcai épületbe.

## Galéria

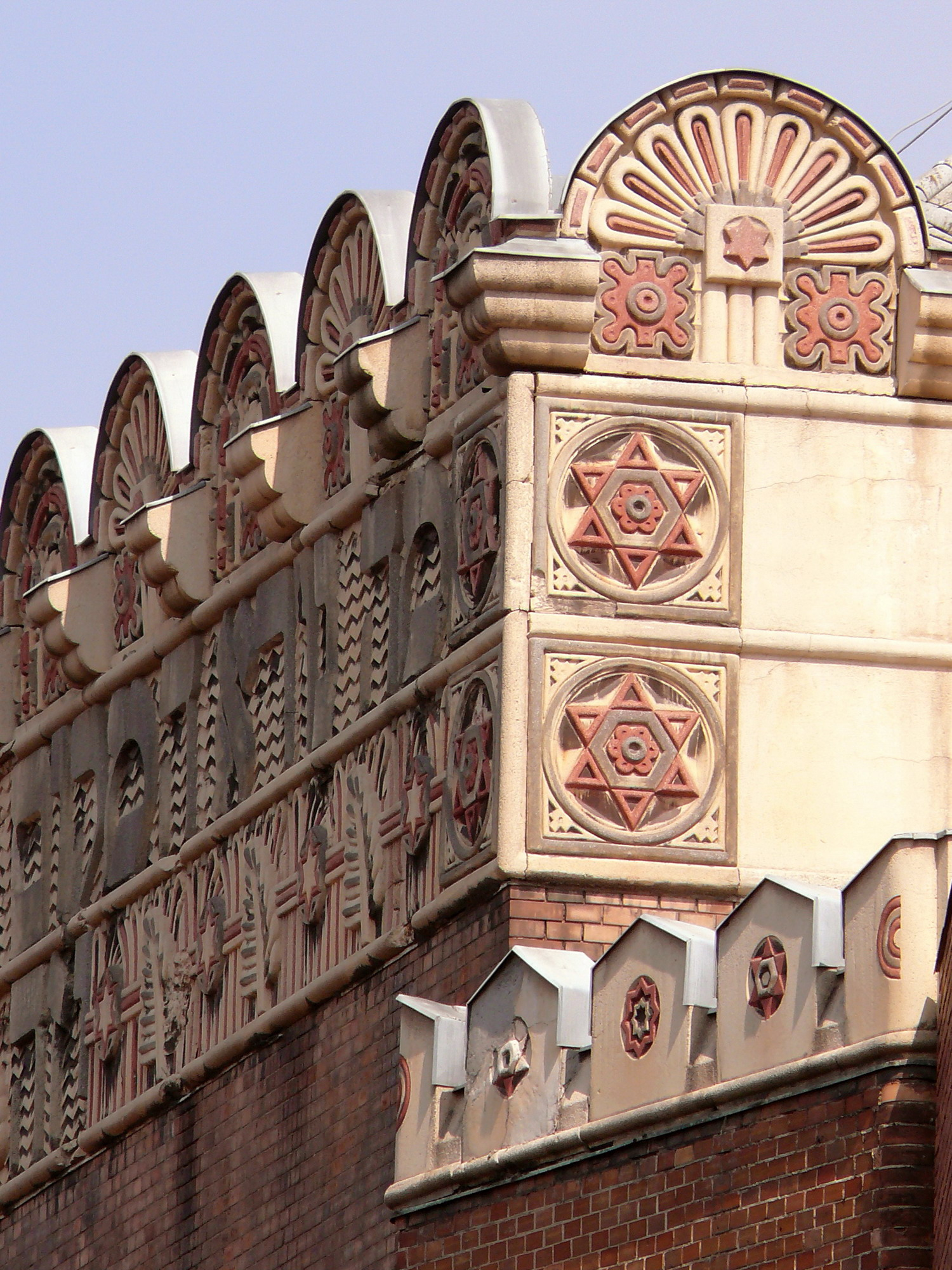
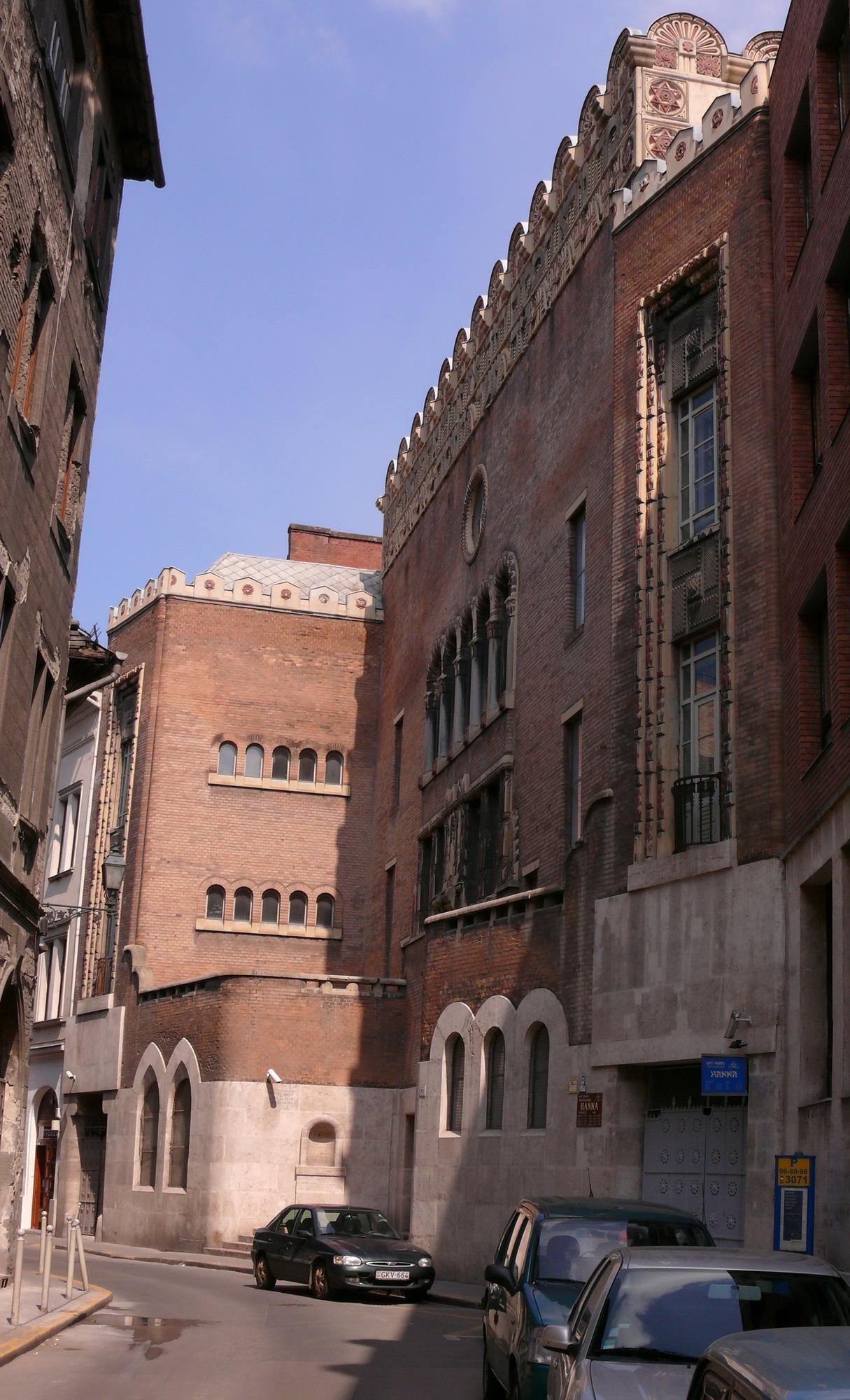
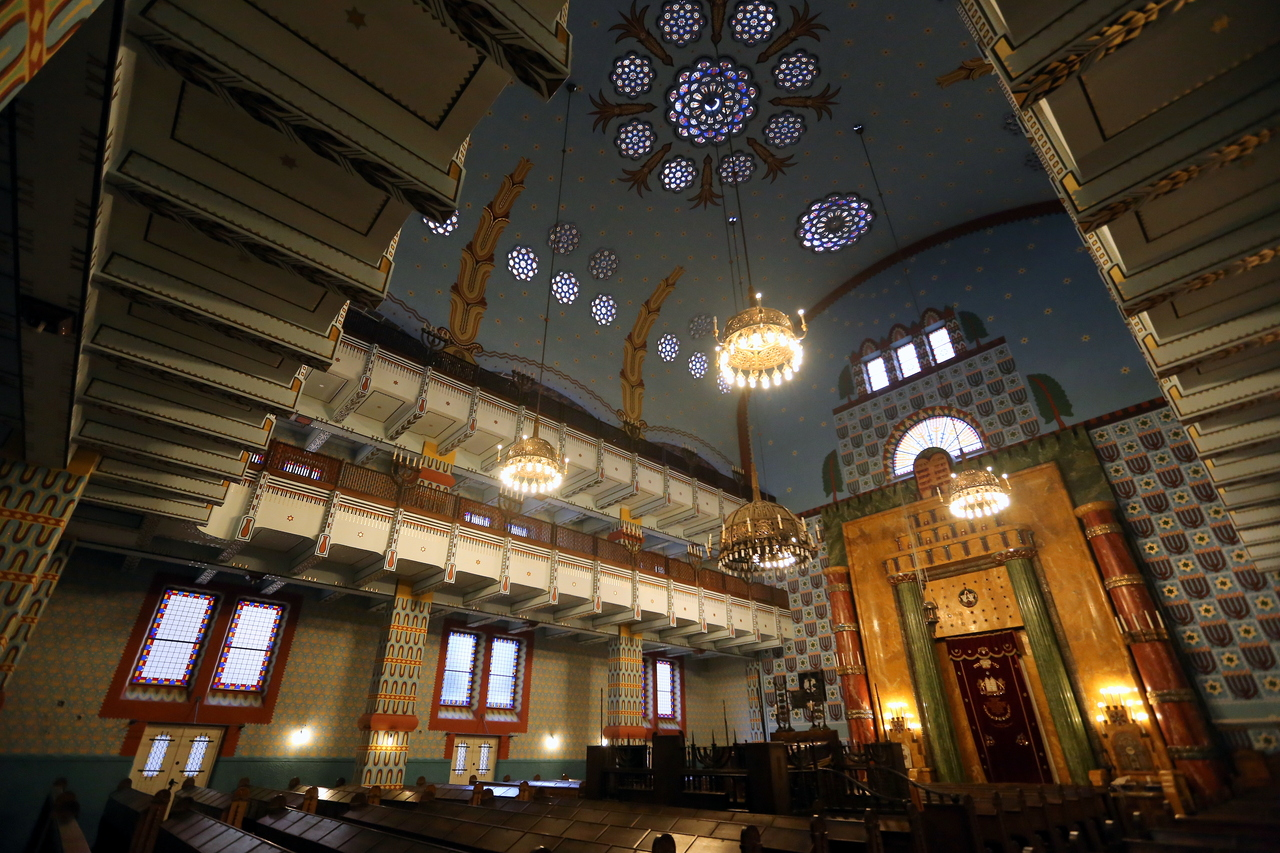
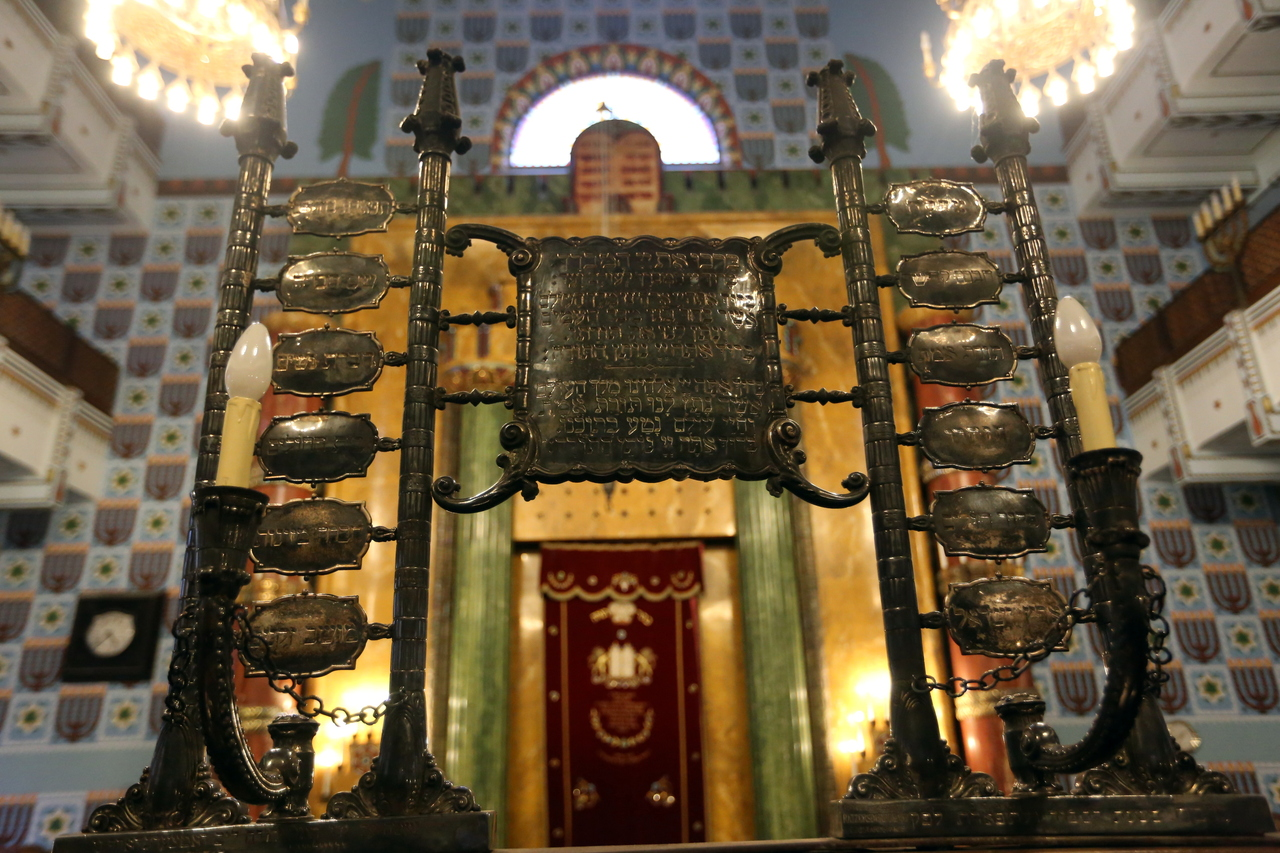
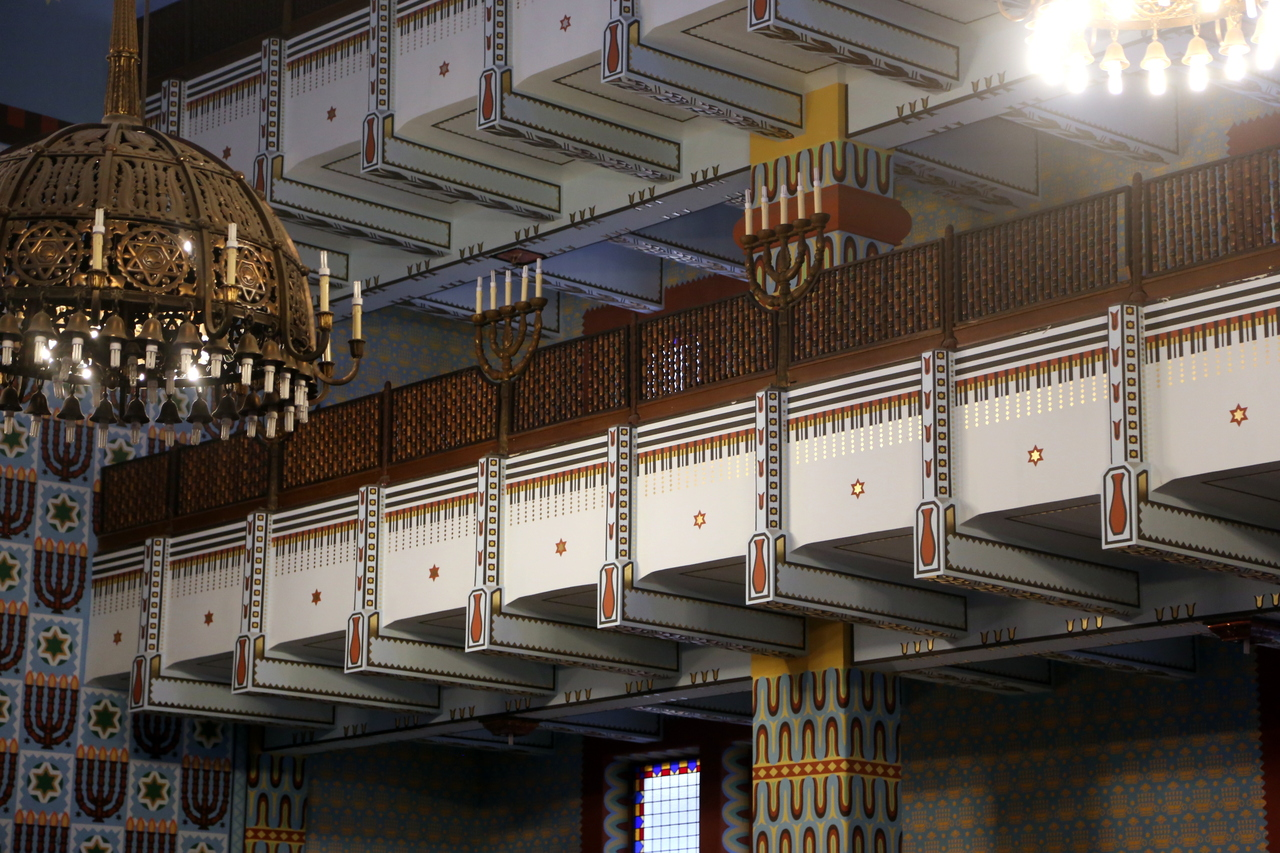
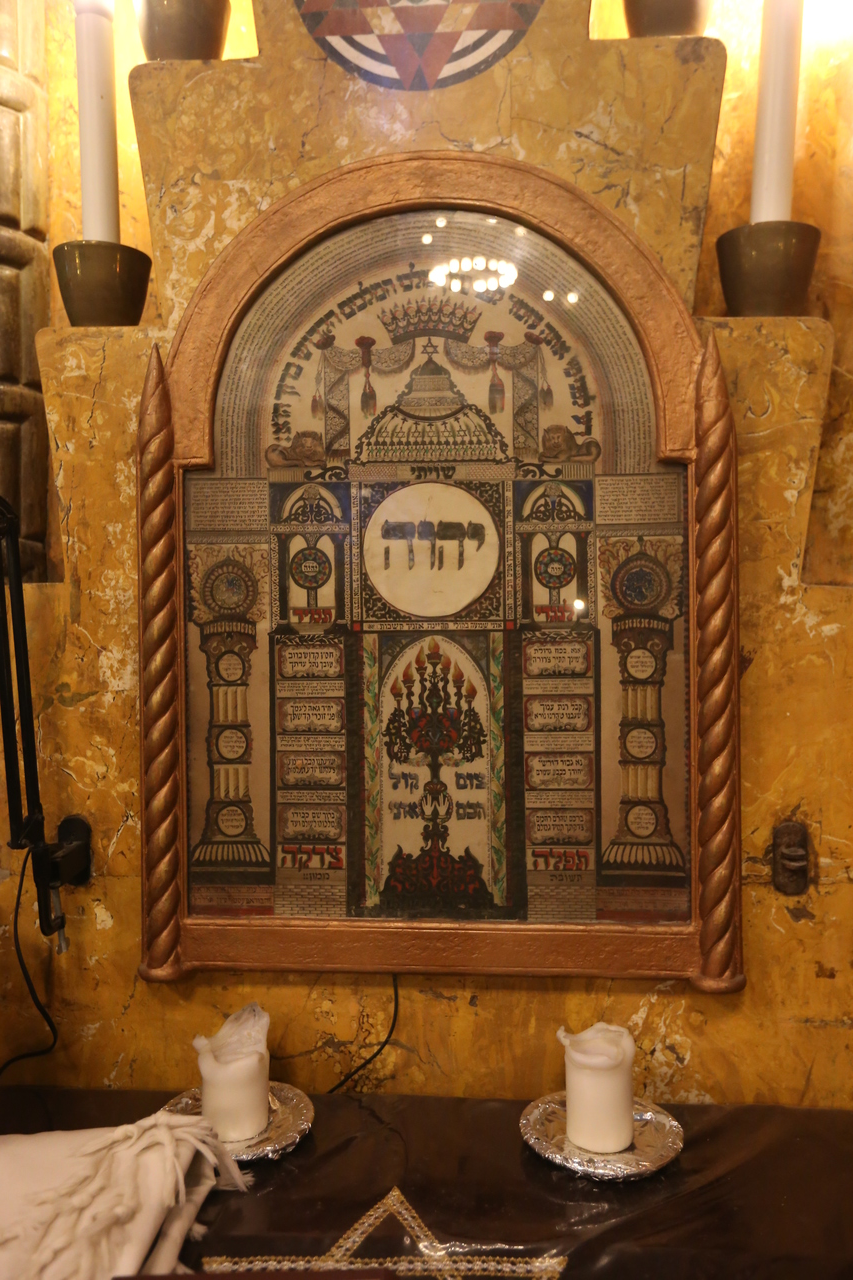
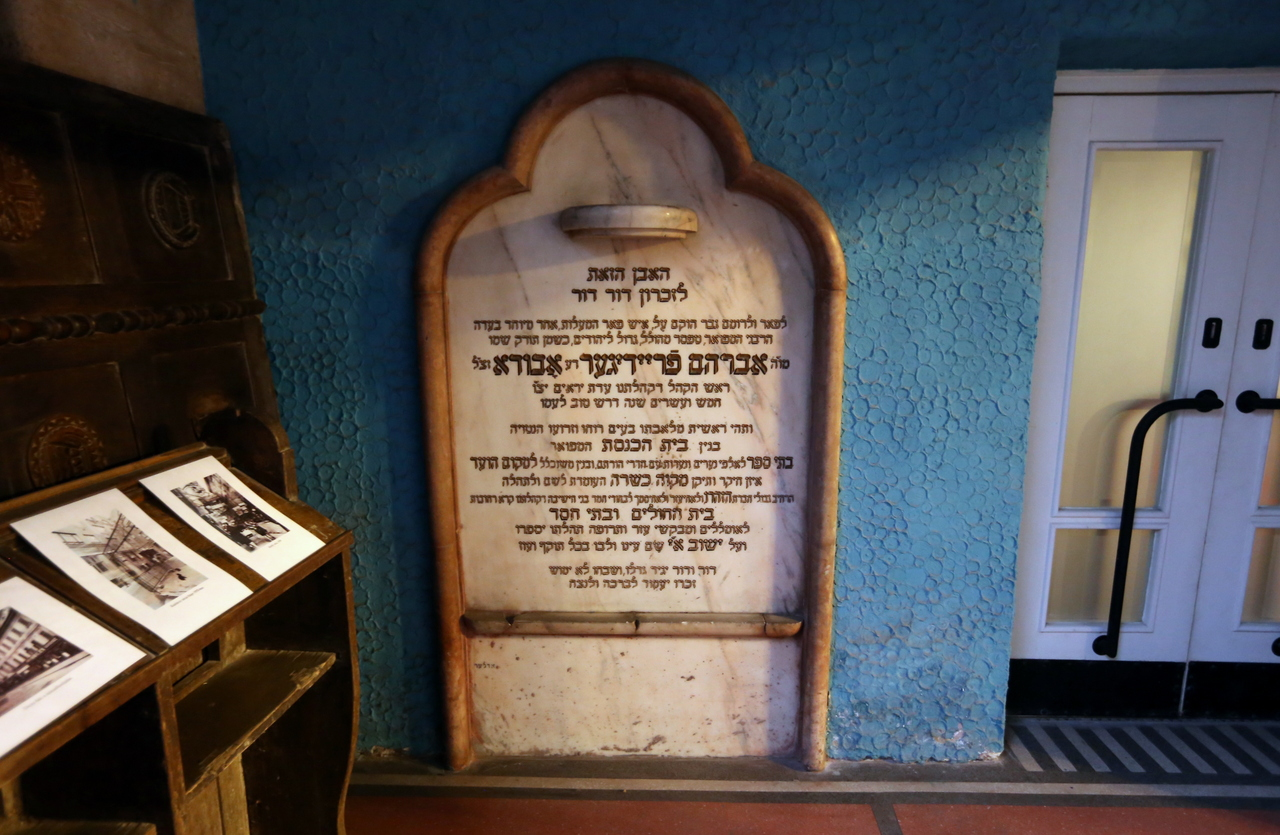